# 鹿児島県立大島工業高等学校
鹿児島県立大島工業高等学校（かごしまけんりつ おおしまこうぎょうこうとうがっこう, Kagoshima Prefectural Oshima Technical High School）は、鹿児島県奄美市名瀬浦上にあった公立の工業高等学校。地元での略称は「工業」。
2010年（平成22年）度以降の生徒募集を停止し、鹿児島県立奄美高等学校に統合され、2012年（平成24年）3月31日に閉校した。

## 概要
歴史
1968年（昭和43年）に鹿児島県立大島実業高等学校から工業系の学科が分離し、鹿児島県立大島工業高等学校として独立。2008年（平成20年）には創立40周年を迎えた。2012年（平成24年）に鹿児島県立奄美高等学校に統合され、44年の歴史に幕を下ろした。
設置課程・学科
全日制課程 3学科
- 電気科
- 電子機械科
- 建設工学科

校訓
「明朗・誠実」、「勤勉・和協」、「自主・創造」
同窓会
鹿児島県立奄美高等学校の「配田ヶ丘同窓会」に統合された。

## 沿革
- 1968年（昭和43年）4月1日 - 鹿児島県立大島実業高等学校より、工学系の3学科（電気・機械・化学工学）が分離し、「鹿児島県立大島工業高等学校」として独立。
- 2010年（平成22年）4月1日 - 生徒募集を停止。
- 2012年（平成24年）3月31日 - 閉校。

## 著名な出身者
- 竹田泰典 - 龍郷町長